# Devil’s Backbone Open Space
Devil’s Backbone Open Space ist ein kleines Schutzgebiet zwischen den Städten Fort Collins und Loveland im Larimer County im Bundesstaat Colorado, in den USA das vom Colorado Department of Natural Resources verwaltet wird. Es ist Teil des Larimer County Open Lands Program das 1996 gegründet wurde.

## Geologie
Die hier sichtbaren Schichten sind vor 100 bis 50 Millionen Jahren am Boden des Western Interior Seaway entstanden. Beim Devil’s Backbone handelt es sich um ein Überbleibsel einer sehr alten Faltung der Erdkruste, die zusammen mit den Rocky Mountains entstanden ist. Durch die Faltung wurden die Sandsteinschichten aufgestellt und ein Bergsattel geformt. Im Laufe der Zeit wurde dieser durch Verwitterung und Erosion wieder abgetragen. Die stabileren, noch heute erhaltenen Teile der senkrecht aufgestellten Sandsteinlagen sind aus hartem Dakota Sandstein. Diese erhalten gebliebenen Lagen überragen heute die Schuttkegel, die sich aus dem weicheren Umgebungsgestein gebildet haben. Eine Besonderheit ist das Keyhole, ein Felsentor, das durch Wind und Eis entstanden ist. Das Keyhole befindet sich auf der westlichen Seite der Formation und ist vom Parkplatz nicht zu sehen.

## Name
Die Formation sieht aus, als wenn das Rückgrat des hier liegenden Teufels oben aus der Erde heraus steht. Diese Formation ist eine der eindrucksvollsten geologischen Landmarken im Larimer County sowie eine wichtige kulturelle Besonderheit der Region und wurde daher unter Schutz gestellt.

## Nutzung
Um die Formation Devil’s Backbone führt ein etwa 9 Kilometer langer gut ausgebauter Rundweg (Blue Sky), ein kürzerer Weg (Wild Loop) führt östlich an der Formation entlang.
Der Eintritt in das Gebiet ist kostenlos, Radfahren und Reiten ist erlaubt, der Besuch nur während des Tages gestattet. Am Trailhead gibt es Parkplätze, überdachte Picknickplätze und Toiletten.